# 利默 (索姆省)
利默（法語：Limeux，法語發音：[limø]）是法国上法蘭西大區索姆省的一个市镇，属于阿布维尔区。

## 地理
利默（50°1'8"N, 1°48'59"E）面积8.62 平方千米，位于法国上法蘭西大區索姆省，该省份为法国北部沿海省份，北起加来海峡省和北部省，西接滨海塞纳省和大西洋英吉利海峡，南至瓦兹省，东临埃纳省。
与利默接壤的市镇（或旧市镇、城区）包括：巴约勒、杜德兰维尔、弗吕库尔、阿朗库尔、于谢讷维尔、于皮、沃-马尔凯讷维尔。

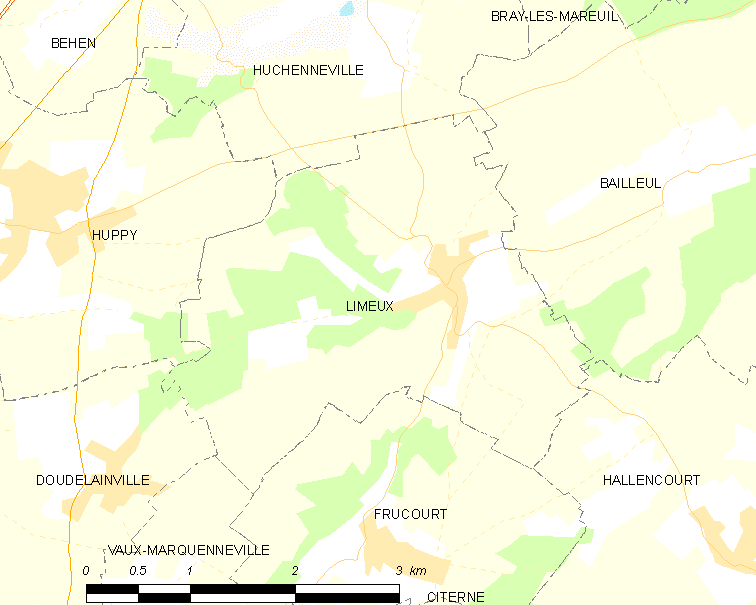
的OSM定位图

利默的时区为UTC+01:00、UTC+02:00（夏令时）。

## 行政
利默的邮政编码为80490，INSEE市镇编码为80482。

## 政治
利默所属的省级选区为加马什县。

## 人口

1962-2008年间人口变化图示

利默于2022年1月1日时的人口数量为141人。